# Кротова, Мария Андреевна
Мария Андреевна Кротова (23 января 1920, Большое Опарино, Уржумский уезд, Вятская губерния, РСФСР — 12 августа 2002, Хлебниково, Мари-Турекский район, Марий Эл, Россия) — советская работница сельского хозяйства, передовик производства. Депутат Верховного Совета СССР 2-го созыва (1946—1950).

## Биография
Родилась 23 января 1920 года в деревне Большое Опарино Хлебниковской волости Уржумского уезда Вятской губернии — ныне Мари-Турекский район Республики Марий Эл.
Работала в сельском хозяйстве, передовик производства. С 13 лет работала в колхозе имени Ленина, в 1941 году возглавляла полеводческую бригаду, в 1950-е годы — трактористка.
С 1946 по 1950 годы — депутат Верховного Совета СССР 2-го созыва.
Умерла 12 августа 2002 года в селе Хлебниково Мари-Турекского района Марий Эл.